# جوناثان كاريل
جوناثان كاريل (بالإسبانية: Jonathan Carril)‏ هو لاعب كرة قدم إسباني في مركز الهجوم، ولد في 28 فبراير 1984 في بوغيتشون في إسبانيا. لعب مع أتلتيكو مدريد ب وأتلتيكو مدريد وبييا سانتا بريخيدا وديبورتيفو فابريل وديبورتيفو لاكورونيا وراسينغ فيرول ونادي برشلونة ونادي بينيا ديبورتيفا ونادي رييد ونادي غروديغ ونادي كيتشي ونادي ليناريس.

## وصلات خارجية
- جوناثان كاريل على موقع قاعدة بيانات كرة القدم.إي يو (الإنجليزية)
- جوناثان كاريل على موقع بيانات كرة القدم. دي إي (الألمانية)
- جوناثان كاريل على موقع Soccerway.com (الإنجليزية)
- جوناثان كاريل على موقع عالم كرة القدم.نت (الإنجليزية)
- جوناثان كاريل على موقع AS.com (الإسبانية)